# Vòng loại Giải vô địch bóng đá thế giới 2022
Vòng loại Giải vô địch bóng đá thế giới 2022 là một loạt các giải đấu được tổ chức bởi sáu liên đoàn bóng đá châu lục của FIFA để chọn ra 31 trong số 32 đội sẽ tham dự vòng chung kết Giải vô địch bóng đá thế giới 2022, cùng với Qatar, đội bóng đã giành quyền tham dự với tư cách là đội chủ nhà. Tất cả 210 liên đoàn bóng đá thành viên của FIFA đều có quyền tham gia vòng loại.
Vòng loại bắt đầu từ tháng 6 năm 2019 với Norjmoogiin Tsedenbal (Mông Cổ) là người ghi bàn thắng đầu tiên của vòng loại vào ngày 6 tháng 6. Khác với các giải đấu trước đây, FIFA đã thống nhất rằng lễ bốc thăm chung sẽ không được tổ chức; thay vào đó, việc bốc thăm sẽ được tổ chức thành nhiều đợt riêng biệt do mỗi liên đoàn châu lục có kế hoạch tổ chức khác nhau.
Vòng loại giải vô địch bóng đá thế giới năm 2022 đã phải hoãn nhiều lần do tác động của đại dịch COVID-19.

## Các đội tuyển vượt qua vòng loại

Trạng thái của các đội tuyển quốc gia tham dự Giải vô địch bóng đá thế giới 2022:
Đội tuyển đã vượt qua vòng loại và giành quyền tham dự vòng chung kết
Đội tuyển không vượt qua vòng loại
Đội tuyển bị cấm tham dự hoặc rút lui
Không phải là thành viên FIFA

| Đội tuyển   | Tư cách vượt qua vòng loại                       | Ngày vượt qua vòng loại | Số lần tham dự vòng chung kết | Lần tham dự gần nhất | Số lần tham dự liên tiếp gần nhất | Thành tích tốt nhất                      |
| ----------- | ------------------------------------------------ | ----------------------- | ----------------------------- | -------------------- | --------------------------------- | ---------------------------------------- |
| Qatar       | Chủ nhà                                          | 2 tháng 12 năm 2010     | 1 lần                         | –                    | 1                                 | –                                        |
| Đức         | Nhất bảng J khu vực châu Âu                      | 11 tháng 10 năm 2021    | 20 lần                        | 2018                 | 18                                | Vô địch (1954, 1974, 1990, 2014)         |
| Đan Mạch    | Nhất bảng F khu vực châu Âu                      | 12 tháng 10 năm 2021    | 6 lần                         | 2018                 | 2                                 | Tứ kết (1998)                            |
| Brasil      | Nhất bảng khu vực Nam Mỹ                         | 11 tháng 11 năm 2021    | 22 lần                        | 2018                 | 22                                | Vô địch (1958, 1962, 1970, 1994, 2002)   |
| Pháp        | Nhất bảng D khu vực châu Âu                      | 13 tháng 11 năm 2021    | 16 lần                        | 2018                 | 7                                 | Vô địch (1998, 2018)                     |
| Bỉ          | Nhất bảng E khu vực châu Âu                      | 13 tháng 11 năm 2021    | 14 lần                        | 2018                 | 3                                 | Hạng ba (2018)                           |
| Croatia     | Nhất bảng H khu vực châu Âu                      | 14 tháng 11 năm 2021    | 6 lần                         | 2018                 | 3                                 | Á quân (2018)                            |
| Tây Ban Nha | Nhất bảng B khu vực châu Âu                      | 14 tháng 11 năm 2021    | 16 lần                        | 2018                 | 12                                | Vô địch (2010)                           |
| Serbia      | Nhất bảng A khu vực châu Âu                      | 14 tháng 11 năm 2021    | 13 lần                        | 2018                 | 2                                 | Hạng tư (1930, 1962)                     |
| Anh         | Nhất bảng I khu vực châu Âu                      | 15 tháng 11 năm 2021    | 16 lần                        | 2018                 | 7                                 | Vô địch (1966)                           |
| Thụy Sĩ     | Nhất bảng C khu vực châu Âu                      | 15 tháng 11 năm 2021    | 12 lần                        | 2018                 | 5                                 | Tứ kết (1934, 1938, 1954)                |
| Hà Lan      | Nhất bảng G khu vực châu Âu                      | 16 tháng 11 năm 2021    | 11 lần                        | 2014                 | 1                                 | Á quân (1974, 1978, 2010)                |
| Argentina   | Nhì bảng khu vực Nam Mỹ                          | 16 tháng 11 năm 2021    | 18 lần                        | 2018                 | 13                                | Vô địch (1978, 1986)                     |
| Iran        | Nhất bảng A vòng 3 khu vực châu Á                | 27 tháng 1 năm 2022     | 6 lần                         | 2018                 | 3                                 | Vòng bảng (1978, 1998, 2006, 2014, 2018) |
| Hàn Quốc    | Nhì bảng A vòng 3 khu vực châu Á                 | 1 tháng 2 năm 2022      | 11 lần                        | 2018                 | 10                                | Hạng tư (2002)                           |
| Nhật Bản    | Nhì bảng B vòng 3 khu vực châu Á                 | 24 tháng 3 năm 2022     | 7 lần                         | 2018                 | 7                                 | Vòng 16 đội (2002, 2010, 2018)           |
| Ả Rập Xê Út | Nhất bảng B vòng 3 khu vực châu Á                | 24 tháng 3 năm 2022     | 6 lần                         | 2018                 | 2                                 | Vòng 16 đội (1994)                       |
| Ecuador     | Hạng tư khu vực Nam Mỹ                           | 24 tháng 3 năm 2022     | 4 lần                         | 2014                 | 1                                 | Vòng 16 đội (2006)                       |
| Uruguay     | Hạng ba khu vực Nam Mỹ                           | 24 tháng 3 năm 2022     | 14 lần                        | 2018                 | 4                                 | Vô địch (1930, 1950)                     |
| Canada      | Nhất bảng vòng 3 khu vực Bắc, Trung Mỹ và Caribe | 27 tháng 3 năm 2022     | 2 lần                         | 1986                 | 1                                 | Vòng bảng (1986)                         |
| Ghana       | Thắng vòng 3 khu vực châu Phi                    | 29 tháng 3 năm 2022     | 4 lần                         | 2014                 | 1                                 | Tứ kết (2010)                            |
| Sénégal     | Thắng vòng 3 khu vực châu Phi                    | 29 tháng 3 năm 2022     | 3 lần                         | 2018                 | 2                                 | Tứ kết (2002)                            |
| Bồ Đào Nha  | Thắng vòng 2 khu vực châu Âu                     | 29 tháng 3 năm 2022     | 8 lần                         | 2018                 | 6                                 | Hạng ba (1966)                           |
| Ba Lan      | Thắng vòng 2 khu vực châu Âu                     | 29 tháng 3 năm 2022     | 9 lần                         | 2018                 | 2                                 | Hạng ba (1974, 1982)                     |
| Tunisia     | Thắng vòng 3 khu vực châu Phi                    | 29 tháng 3 năm 2022     | 6 lần                         | 2018                 | 2                                 | Vòng bảng (1978, 1998, 2002, 2006, 2018) |
| Maroc       | Thắng vòng 3 khu vực châu Phi                    | 29 tháng 3 năm 2022     | 6 lần                         | 2018                 | 2                                 | Vòng 16 đội (1986)                       |
| Cameroon    | Thắng vòng 3 khu vực châu Phi                    | 29 tháng 3 năm 2022     | 8 lần                         | 2014                 | 1                                 | Tứ kết (1990)                            |
| Hoa Kỳ      | Hạng ba vòng 3 khu vực Bắc, Trung Mỹ và Caribe   | 30 tháng 3 năm 2022     | 11 lần                        | 2014                 | 1                                 | Hạng ba (1930)                           |
| México      | Nhì bảng vòng 3 khu vực Bắc, Trung Mỹ và Caribe  | 30 tháng 3 năm 2022     | 17 lần                        | 2018                 | 8                                 | Tứ kết (1970, 1986)                      |
| Wales       | Thắng vòng 2 khu vực châu Âu                     | 5 tháng 6 năm 2022      | 2 lần                         | 1958                 | 1                                 | Tứ kết (1958)                            |
| Úc          | Thắng vòng play-off AFC v CONMEBOL               | 13 tháng 6 năm 2022     | 6 lần                         | 2018                 | 5                                 | Vòng 16 đội (2006)                       |
| Costa Rica  | Thắng vòng play-off CONCACAF v OFC               | 14 tháng 6 năm 2022     | 6 lần                         | 2018                 | 3                                 | Tứ kết (2014)                            |

Ghi chú
1. ↑  Từ năm 1954 đến năm 1990, Đức tham dự World Cup với tên gọi Tây Đức, do khi đó có thêm một Đội tuyển bóng đá quốc gia Đông Đức cũng từng tham dự năm 1974.
2. ↑  Đây là lần thứ 3 Serbia tham dự FIFA World Cup. Tuy nhiên, FIFA xác nhận Serbia là đội tuyển kế thừa đội tuyển Nam Tư và đội tuyển Serbia và Montenegro, những đội này đã có tổng cộng 10 lần tham dự.

Vòng loại Giải vô địch bóng đá thế giới 2022 bắt đầu vào tháng 6 năm 2019 và dự kiến kết thúc vào tháng 9 năm 2022.

## Quá trình vòng loại
Tất cả 211 thành viên hiện tại của FIFA đều có đủ tư cách tham dự vòng loại. Qatar là đội chủ nhà và nghiễm nhiên giành quyền tham dự vòng chung kết. Tuy nhiên, AFC yêu cầu Qatar tham dự vòng loại khu vực châu Á do hai vòng loại đầu tiên cũng đồng thời là vòng loại Cúp bóng đá châu Á 2023. Nếu Qatar giành được vị trí nhất bảng hoặc nằm trong 4 đội nhì bảng có thành tích tốt nhất, đội nhì bảng có thành tích tốt thứ năm ở vòng loại thứ hai sẽ tiến vào vòng trong. Lần đầu tiên kể từ các vòng chung kết năm 1930 và 1934, World Cup được tổ chức bởi một quốc gia chưa từng lọt vào vòng chung kết trước đó. Pháp, đội đương kim vô địch World Cup cũng phải tham gia vòng loại. Saint Lucia ban đầu tham dự vòng loại khu vực Bắc, Trung Mỹ và Caribe, nhưng sau đó rút lui. CHDCND Triều Tiên rút lui khỏi vòng loại do lo ngại liên quan đến đại dịch COVID-19. Samoa và Samoa thuộc Mỹ rút lui trước khi bốc thăm vòng loại. Tonga rút lui sau khi bốc thăm vòng loại do trong nước xảy ra vụ phun trào núi lửa. Quần đảo Cook và Vanuatu rút lui khi đang tham dự vòng loại do nhiều cầu thủ của hai đội nhiễm COVID-19 khiến hai đội không đủ quân số để thi đấu. Nga bị cấm thi đấu do liên quan đến cuộc xung đột vũ trang với Ukraina.
Ngày 30 tháng 5 năm 2015, Ủy ban Điều hành FIFA thảo luận việc phân bổ suất tham dự vòng chung kết cho mỗi châu lục tại Zürich, sau đại hội FIFA. Ủy ban đã quyết định rằng cách phân bổ suất tham dự đã được dùng cho các vòng chung kết năm 2006, 2010 và 2014 sẽ được áp dụng cho các vòng chung kết năm 2018 và 2022:
- AFC (Châu Á): 4 hoặc 5
- CAF (Châu Phi): 5
- CONCACAF (Bắc, Trung Mỹ và Caribe): 3 hoặc 4
- CONMEBOL (Nam Mỹ): 4 hoặc 5
- OFC (Châu Đại Dương): 0 hoặc 1
- UEFA (Châu Âu): 13
- Chủ nhà: 1

### Tóm tắt vòng loại
Nếu Nga giành quyền tham dự vòng chung kết, các cầu thủ Nga sẽ không được dùng tên quốc gia, mã FIFA, quốc kỳ hay quốc ca do lệnh cấm tham gia các giải vô địch quốc tế và Olympic trong tất cả các môn thể thao trong vòng hai năm sau khi Cơ quan Phòng chống Doping Thế giới (WADA) điều tra việc giả mạo dữ liệu một phòng kiểm nghiệm doping do chính phủ chỉ đạo. WADA ban đầu đề ra lệnh cấm kéo dài bốn năm ngày 9 tháng 12 năm 2019, sau khi RUSADA bị phát hiệu không tuân thủ quy định trong việc chuyển giao dữ liệu cho các điều tra viên. Quyết định của WADA cho phép những vận động viên không tham gia doping hoặc che đậy sự việc tiếp tục thi đấu, nhưng cấm việc sử dụng quốc kỳ và quốc ca Nga tại các sự kiện thể thao quốc tế. Quyết định bị kháng cáo lên Tòa án Trọng tài Thể thao (CAS). Ngày 17 tháng 12 năm 2020, CAS đưa ra phán quyết, cắt giảm lệnh cấm từ bốn xuống hai năm, cho đến ngày 16 tháng 12 năm 2022. Quyết định của CAS cũng cho phép tên "Nga" được xuất hiện trên đồng phục, với điều kiện các từ "Vận động viên trung lập" hoặc "Đội trung lập" cũng được thể hiện rõ ràng.
|           |                              |                          |                |                     |                           |                        |                               |                         |  |
| Liên đoàn | Số suất tham dự được phân bổ | Số đội bắt đầu vòng loại | Số đội bị loại | Số đội đang thi đấu | Số đội vượt qua vòng loại | Ngày bắt đầu vòng loại | Lượt trận vòng loại tiếp theo | Ngày kết thúc vòng loại |  |
| AFC       | 4+1 hoặc 5+1                 | 45+1                     | 40             | 1                   | 4+1                       | 6 tháng 6 năm 2019     | 13 tháng 6 năm 2022           | 13 tháng 6 năm 2022     |  |
| CAF       | 5                            | 54                       | 49             | 0                   | 5                         | 4 tháng 9 năm 2019     | –                             | 29 tháng 3 năm 2022     |  |
| CONCACAF  | 3 hoặc 4                     | 34                       | 30             | 1                   | 3                         | 24 tháng 3 năm 2021    | 14 tháng 6 năm 2022           | 14 tháng 6 năm 2022     |  |
| CONMEBOL  | 4 hoặc 5                     | 10                       | 5              | 1                   | 4                         | 8 tháng 10 năm 2020    | 13 tháng 6 năm 2022           | 22 tháng 9 năm 2022     |  |
| OFC       | 0 hoặc 1                     | 7                        | 6              | 1                   | 0                         | 17 tháng 3 năm 2022    | 14 tháng 6 năm 2022           | 14 tháng 6 năm 2022     |  |
| UEFA      | 13                           | 55                       | 42             | 0                   | 13                        | 24 tháng 3 năm 2021    | –                             | 5 tháng 6 năm 2022      |  |
| Tổng số   | 31+1                         | 206+1                    | 60             | 149                 | 26+1                      | 6 tháng 6 năm 2019     | 7 tháng 6 năm 2022            | 22 tháng 9 năm 2022     |  |

## Thể thức
Quy định về thể thức của vòng loại tùy thuộc vào mỗi liên đoàn châu lục (xem ở dưới). Mỗi vòng loại có thể được tổ chức theo một trong những thể thức sau:
- Thể thức đấu bảng, trong đó các đội được chia thành các bảng, mỗi bảng có ít nhất 2 đội để thi đấu theo thể thức vòng tròn hai lượt tính điểm, hoặc trong trường hợp ngoại lệ được Ủy ban Điều hành FIFA cho phép, đấu vòng tròn một lượt tính điểm ở một địa điểm do một đội tham gia làm chủ nhà hoặc địa điểm trung lập.
- Thể thức loại trực tiếp, trong đó hai đội thi đấu hai lượt trận hoặc một lượt.

### Tiêu chí xếp hạng
Trong thể thức đấu bảng, thứ hạng của các đội trong mỗi bảng đấu được sắp xếp theo các tiêu chí sau (Điều 20.4 và 20.6):
1. Điểm (Thắng được 3 điểm, hòa được 1 điểm, thua được 0 điểm)
2. Hiệu số bàn thắng thua
3. Tổng số bàn thắng
4. Số điểm giành được trong các trận đấu giữa các đội đồng hạng
5. Hiệu số bàn thắng thua trong các trận đấu giữa các đội đồng hạng
6. Tổng số bàn thắng trong các trận đấu giữa các đội đồng hạng
7. Số bàn thắng sân khách trong các trận đấu giữa các đội đồng hạng (chỉ áp dụng trong thể thức vòng tròn tính điểm hai lượt)
8. Điểm fair play
  - thẻ vàng: trừ 1 điểm
  - thẻ đỏ gián tiếp (thẻ vàng thứ hai): trừ 3 điểm
  - thẻ đỏ trực tiếp: trừ 4 điểm
  - thẻ vàng, tiếp sau đó là thẻ đỏ trực tiếp: trừ 5 điểm
9. Bốc thăm bởi Ủy ban Điều hành FIFA

Trong trường hợp các đội có cùng vị trí xếp hạng ở các bảng đấu khác nhau được so sánh để lựa chọn các đội vào vòng tiếp theo, các tiêu chí xếp hạng tùy thuộc vào thể thức thi đấu và cần được FIFA chấp nhận (Điều 20.8).
Trong thể thức loại trực tiếp, đội ghi được nhiều bàn thắng hơn sau hai lượt trận được đi tiếp vào vòng trong. Trong trường hợp số bàn thắng bằng nhau, luật bàn thắng sân khách được áp dụng; đội có nhiều bàn thắng trên sân đối phương hơn trong hai lượt trận giành quyền đi tiếp. Nếu số bàn thắng sân khách bằng nhau, thì hai đội tiếp tục thi đấu hiệp phụ trong 30 phút, chia thành hai hiệp, mỗi hiệp 15 phút. Luật bàn thắng sân khách vẫn được áp dụng trong hiệp phụ; nếu có bàn thắng được ghi trong hiệp phụ và tổng tỉ số của hai đội vẫn bằng nhau, đội khách sẽ thắng theo luật bàn thắng sân khách (do có nhiều bàn thắng trên sân đối phương hơn). Nếu không có bàn thắng nào được ghi trong hiệp phụ, kết quả được quyết định bằng loạt sút luân lưu (Điều 20.10).

## Vòng loại các liên đoàn châu lục

### AFC
Hai vòng loại đầu tiên cũng sẽ là vòng loại Cúp bóng đá châu Á 2023. Do đó, Qatar, đội chủ nhà của Giải vô địch bóng đá thế giới 2022, sẽ tham gia vòng loại thứ hai.
Cấu trúc vòng loại như sau:
- Vòng 1: 12 đội tuyển (xếp hạng từ hạng 35–46) thi đấu loại trực tiếp hai lượt. Sáu đội tuyển vượt qua vòng 1 sẽ giành quyền vào vòng 2.
- Vòng 2: 40 đội tuyển (xếp hạng từ hạng 1–34 (bao gồm Qatar với tư cách là chủ nhà) và 6 đội tuyển vượt qua vòng 1) được chia thành 8 bảng, mỗi bảng 5 đội thi đấu vòng tròn 2 lượt theo thể thức sân nhà - sân khách. 8 đội nhất bảng và 4 đội nhì bảng có thành tích tốt nhất giành quyền vào vòng 3, đồng thời giành quyền tham dự Cúp bóng đá châu Á 2023. Nếu Qatar kết thúc vòng này với tư cách là đội nhất bảng hoặc một trong 4 đội nhì bảng có thành tích tốt nhất, đội nhì bảng có thành tích tốt thứ năm sẽ lọt vào vòng 3.[17]
- Vòng 3: 12 đội tuyển vượt qua vòng 2 sẽ được chia thành 2 bảng, mỗi bảng 6 đội để thi đấu vòng tròn 2 lượt theo thể thức sân nhà - sân khách. Hai đội đứng đầu của mỗi bảng đấu sẽ giành quyền tham dự World Cup, và hai đội xếp thứ ba sẽ đấu loại trực tiếp một lượt trên sân trung lập. Đội thắng sẽ giành quyền vào vòng play-off liên lục địa để thi đấu với một đội tuyển từ một liên đoàn châu lục khác (sẽ được xác định sau lễ bốc thăm).

#### Vị trí chung cuộc (vòng 3)
| VT | Đội      | ST | Đ  |
| -- | -------- | -- | -- |
| 1  | Iran     | 10 | 25 |
| 2  | Hàn Quốc | 10 | 23 |
| 3  | UAE      | 10 | 12 |
| 4  | Iraq     | 10 | 9  |
| 5  | Syria    | 10 | 6  |
| 6  | Liban    | 10 | 6  |

| VT | Đội         | ST | Đ  |
| -- | ----------- | -- | -- |
| 1  | Ả Rập Xê Út | 10 | 23 |
| 2  | Nhật Bản    | 10 | 22 |
| 3  | Úc          | 10 | 15 |
| 4  | Oman        | 10 | 14 |
| 5  | Trung Quốc  | 10 | 6  |
| 6  | Việt Nam    | 10 | 4  |

#### Vị trí chung cuộc (vòng 4)
| Đội 1 | Tỉ số | Đội 2 |
| ----- | ----- | ----- |
| UAE   | 1–2   | Úc    |

### CAF
CAF đã công bố vào ngày 10 tháng 7 năm 2019 rằng họ sẽ áp dụng trở lại thể thức từng được sử dụng tại vòng loại Giải vô địch bóng đá thế giới 2014:
- Vòng 1: 28 đội tuyển (xếp hạng 27–54) sẽ thi đấu loại trực tiếp hai lượt theo thể thức sân nhà - sân khách. 14 đội thắng sẽ giành quyền vào vòng 2.
- Vòng 2: 40 đội tuyển (các đội tuyển xếp hạng 1–26 và 14 đội vượt qua vòng 1) sẽ được chia thành 10 bảng, mỗi bảng 4 đội để thi đấu vòng tròn 2 lượt theo thể thức sân nhà - sân khách. 10 đội nhất bảng sẽ giành quyền vào vòng 3.
- Vòng 3: 10 đội tuyển vượt qua vòng 2 sẽ thi đấu loại trực tiếp hai lượt theo thể thức sân nhà - sân khách. 5 đội thắng sẽ giành quyền tham dự World Cup.

#### Vị trí chung cuộc
| Đội 1      | TTS         | Đội 2   | Lượt đi | Lượt về      |
| ---------- | ----------- | ------- | ------- | ------------ |
| Ai Cập     | 1–1 (1–3 p) | Sénégal | 1–0     | 0–1 (s.h.p.) |
| Cameroon   | 2–2 (a)     | Algérie | 0–1     | 2–1 (s.h.p.) |
| Ghana      | 1–1 (a)     | Nigeria | 0–0     | 1–1          |
| CHDC Congo | 2–5         | Maroc   | 1–1     | 1–4          |
| Mali       | 0–1         | Tunisia | 0–1     | 0–0          |

### CONCACAF
CONCACAF đã công bố thể thức mới cho vòng loại giải vô địch bóng đá thế giới 2022 vào ngày 10 tháng 7 năm 2019.
- Nhóm lục giác: Sáu đội tuyển xếp hạng cao nhất thuộc khu vực CONCACAF trên bảng xếp hạng FIFA tháng 6 năm 2020 sẽ thi đấu  vòng tròn 2 lượt theo thể thức sân nhà - sân khách trong 1 bảng đấu duy nhất. Ba đội đầu bảng sẽ giành quyền tham dự World Cup, và đội xếp thứ 4 giành quyền vào vòng play-off với đội thắng của vòng đấu dành cho các đội hạng thấp để giành quyền vào vòng play-off liên lục địa.
- Vòng đấu dành cho các đội hạng thấp: Các đội tuyển CONCACAF còn lại (đã xếp hạng 7 đến hạng 35 dựa trên bảng xếp hạng FIFA của tháng 6 năm 2020) sẽ được phân chia thành 8 bảng (5 bảng 4 đội và 3 bảng 3 đội) để thi đấu các trận đấu làm vòng tròn 1 lượt trên sân nhà và sân khách. Đội thắng của mỗi bảng sẽ giành quyền vào vòng đấu loại trực tiếp, gồm các vòng tứ kết, bán kết và chung kết được tổ chức theo thể thức loại trực tiếp hai lượt trên sân nhà và sân khách. Đội thắng của vòng đấu loại trực tiếp sẽ giành quyền vào vòng play-off với đội xếp thứ tư của nhóm lục giác để giành quyền vào vòng play-off liên lục địa.

Ngày 27 tháng 7 năm 2020, CONCACAF tiến hành lễ bốc thăm vòng loại với thể thức mới như sau:
- Vòng 1: 30 đội (xếp hạng 6-35) được chia thành 6 bảng, mỗi bảng có 5 đội thi đấu  vòng tròn tính điểm một lượt, chọn ra 6 đội đứng đầu mỗi bảng giành quyền vào vòng 2.
- Vòng 2: 6 đội đứng đầu mỗi bảng ở vòng 1 thi đấu theo thể thức lượt đi - lượt về, chọn ra 3 đội thắng cuộc giành quyền vào vòng 3.
- Vòng 3: 3 đội thắng từ vòng 2 sẽ cùng với 5 đội đứng đầu bảng xếp hạng FIFA khu vực CONCACAF thi đấu theo thể thức vòng tròn tính điểm, chọn ra 3 đội đứng đầu giành quyền vào vòng chung kết và đội đứng thứ 4 giành quyền vào vòng play-off liên lục địa.

#### Vị trí chung cuộc
| VT | Đội         | ST | Đ  |
| -- | ----------- | -- | -- |
| 1  | Canada      | 14 | 28 |
| 2  | México      | 14 | 28 |
| 3  | Hoa Kỳ      | 14 | 25 |
| 4  | Costa Rica  | 14 | 25 |
| 5  | Panama      | 14 | 21 |
| 6  | Jamaica     | 14 | 11 |
| 7  | El Salvador | 14 | 10 |
| 8  | Honduras    | 14 | 4  |

### CONMEBOL
Vào ngày 24 tháng 1 năm 2019, Hội đồng CONMEBOL đã quyết định tiếp tục áp dụng thể thức vòng loại tương tự như ở sáu kỳ World Cup trước đó. Theo đó, mười đội tuyển sẽ thi đấu vòng tròn hai lượt tính điểm theo thể thức sân nhà - sân khách. Bốn đội đầu bảng sẽ giành quyền tham dự World Cup, đội đứng thứ năm sẽ giành quyền vào vòng play-off liên lục địa.

#### Bảng xếp hạng
| VT | Đội       | ST | Đ  |
| -- | --------- | -- | -- |
| 1  | Brasil    | 17 | 45 |
| 2  | Argentina | 17 | 39 |
| 3  | Uruguay   | 18 | 28 |
| 4  | Ecuador   | 18 | 26 |
| 5  | Perú      | 18 | 24 |
| 6  | Colombia  | 18 | 23 |
| 7  | Chile     | 18 | 19 |
| 8  | Paraguay  | 18 | 16 |
| 9  | Bolivia   | 18 | 15 |
| 10 | Venezuela | 18 | 10 |

### OFC
Thể thức được công bố vào ngày 29 tháng 11 năm 2021 như sau:
- Vòng bảng: 8 đội tuyển của OFC được chia thành 2 bảng, mỗi bảng có 4 đội (dựa trên thứ hạng FIFA của các đội). Các đội thi đấu vòng tròn 1 lượt tại địa điểm trung lập vào tháng 3 năm 2022. 2 đội có thành tích xuất sắc nhất sẽ bước vào vòng 2.
- Vòng knock-out: 4 đội tuyển thi đấu loại trực tiếp lượt đi - lượt về, trong đó vòng bán kết và trận chung kết cũng diễn ra tại địa điểm trung lập vào tháng 3 năm 2022. Đội thắng trận chung kết sẽ tham dự vòng play-off liên lục địa.

#### Vị trí chung cuộc
|  | Bán kết                    | Bán kết     |                            |   | Chung kết | Chung kết |
|  |                            |             |                            |   |           |           |
|  | 27 tháng 3 năm 2022 – Doha |             |                            |   |           |           |
|  |                            |             |                            |   |           |           |
|  | Quần đảo Solomon           | 3           |                            |   |           |           |
|  | Quần đảo Solomon           | 3           | 30 tháng 3 năm 2022 – Doha |   |           |           |
|  | Papua New Guinea           | 2           |                            |   |           |           |
|  | Papua New Guinea           | 2           | Quần đảo Solomon           | 0 |           |           |
|  | 27 tháng 3 năm 2022 – Doha |             | Quần đảo Solomon           | 0 |           |           |
|  |                            | New Zealand | 5                          |   |           |           |
|  | New Zealand                | New Zealand | 5                          | 1 |           |           |
|  | New Zealand                |             |                            | 1 |           |           |
|  | Tahiti                     | 0           |                            |   |           |           |
|  | Tahiti                     | 0           |                            |   |           |           |

### UEFA
- Vòng 1: 55 đội  được chia thành 10 bảng gồm 5 bảng 5 đội và 5 bảng 6 đội (với 4 đội tham dự vòng chung kết UEFA Nations League 2021 được đưa vào các bảng 5 đội), 10 đội nhất bảng sẽ vượt qua vòng loại và giành vé dự vòng chung kết World Cup.
- Vòng 2: 10 đội nhì bảng sẽ tham gia cùng với 2 đội tuyển khác dựa trên bảng xếp hạng của Nations League (2 đội nhất bảng đến từ các hạng đấu tại Nations League nằm ngoài top 20 của vòng loại bảng). 12 đội tuyển này sẽ được bôc thăm chia thành ba nhánh, mỗi nhánh 4 đội, thi đấu loại trực tiếp trong nhánh, với 3 đội thắng ở ba nhánh sẽ có vé tham dự World Cup 2022.

#### Vị trí chung cuộc (vòng 1)
| VT | Đội              | ST | Đ  |
| -- | ---------------- | -- | -- |
| 1  | Serbia           | 8  | 20 |
| 2  | Bồ Đào Nha       | 8  | 17 |
| 3  | Cộng hòa Ireland | 8  | 9  |
| 4  | Luxembourg       | 8  | 9  |
| 5  | Azerbaijan       | 8  | 1  |

| VT | Đội         | ST | Đ  |
| -- | ----------- | -- | -- |
| 1  | Tây Ban Nha | 8  | 19 |
| 2  | Thụy Điển   | 8  | 15 |
| 3  | Hy Lạp      | 8  | 10 |
| 4  | Gruzia      | 8  | 7  |
| 5  | Kosovo      | 8  | 5  |

| VT | Đội         | ST | Đ  |
| -- | ----------- | -- | -- |
| 1  | Thụy Sĩ     | 8  | 18 |
| 2  | Ý           | 8  | 16 |
| 3  | Bắc Ireland | 8  | 9  |
| 4  | Bulgaria    | 8  | 8  |
| 5  | Litva       | 8  | 3  |

| VT | Đội                  | ST | Đ  |
| -- | -------------------- | -- | -- |
| 1  | Pháp                 | 8  | 18 |
| 2  | Ukraina              | 8  | 12 |
| 3  | Phần Lan             | 8  | 11 |
| 4  | Bosna và Hercegovina | 8  | 7  |
| 5  | Kazakhstan           | 8  | 3  |

| VT | Đội          | ST | Đ  |
| -- | ------------ | -- | -- |
| 1  | Bỉ           | 8  | 20 |
| 2  | Wales        | 8  | 15 |
| 3  | Cộng hòa Séc | 8  | 14 |
| 4  | Estonia      | 8  | 4  |
| 5  | Belarus      | 8  | 3  |

| VT | Đội            | ST | Đ  |
| -- | -------------- | -- | -- |
| 1  | Đan Mạch       | 10 | 27 |
| 2  | Scotland       | 10 | 23 |
| 3  | Israel         | 10 | 16 |
| 4  | Áo             | 10 | 16 |
| 5  | Quần đảo Faroe | 10 | 4  |
| 6  | Moldova        | 10 | 1  |

| VT | Đội        | ST | Đ  |
| -- | ---------- | -- | -- |
| 1  | Hà Lan     | 10 | 23 |
| 2  | Thổ Nhĩ Kỳ | 10 | 21 |
| 3  | Na Uy      | 10 | 18 |
| 4  | Montenegro | 10 | 12 |
| 5  | Latvia     | 10 | 9  |
| 6  | Gibraltar  | 10 | 0  |

| VT | Đội      | ST | Đ  |
| -- | -------- | -- | -- |
| 1  | Croatia  | 10 | 23 |
| 2  | Nga      | 10 | 22 |
| 3  | Slovakia | 10 | 14 |
| 4  | Slovenia | 10 | 14 |
| 5  | Síp      | 10 | 5  |
| 6  | Malta    | 10 | 5  |

| VT | Đội        | ST | Đ  |
| -- | ---------- | -- | -- |
| 1  | Anh        | 10 | 26 |
| 2  | Ba Lan     | 10 | 20 |
| 3  | Albania    | 10 | 18 |
| 4  | Hungary    | 10 | 17 |
| 5  | Andorra    | 10 | 6  |
| 6  | San Marino | 10 | 0  |

| VT | Đội           | ST | Đ  |
| -- | ------------- | -- | -- |
| 1  | Đức           | 10 | 27 |
| 2  | Bắc Macedonia | 10 | 18 |
| 3  | România       | 10 | 17 |
| 4  | Armenia       | 10 | 12 |
| 5  | Iceland       | 10 | 9  |
| 6  | Liechtenstein | 10 | 1  |

#### Vị trí chung cuộc (vòng 2)
|  | Bán kết                       | Bán kết |                              |   | Chung kết | Chung kết |
|  |                               |         |                              |   |           |           |
|  | 24 tháng 3 năm 2022 – Cardiff |         |                              |   |           |           |
|  |                               |         |                              |   |           |           |
|  | Wales                         | 2       |                              |   |           |           |
|  | Wales                         | 2       | 5 tháng 6 năm 2022 – Cardiff |   |           |           |
|  | Áo                            | 1       |                              |   |           |           |
|  | Áo                            | 1       | Wales                        | 1 |           |           |
|  | 1 tháng 6 năm 2022 – Glasgow  |         | Wales                        | 1 |           |           |
|  |                               | Ukraina | 0                            |   |           |           |
|  | Scotland                      | Ukraina | 0                            | 1 |           |           |
|  | Scotland                      |         |                              | 1 |           |           |
|  | Ukraina                       | 3       |                              |   |           |           |
|  | Ukraina                       | 3       |                              |   |           |           |

|  | Bán kết                       | Bán kết   |        |   | Chung kết | Chung kết |
|  |                               |           |        |   |           |           |
|  | Bị hủy                        |           |        |   |           |           |
|  |                               |           |        |   |           |           |
|  | Nga                           |           |        |   |           |           |
|  | 29 tháng 3 năm 2022 – Chorzów |           |        |   |           |           |
|  | Ba Lan                        | w/o       |        |   |           |           |
|  | Ba Lan                        | w/o       | Ba Lan | 2 |           |           |
|  | 24 tháng 3 năm 2022 – Solna   |           | Ba Lan | 2 |           |           |
|  |                               | Thụy Điển | 0      |   |           |           |
|  | Thụy Điển (s.h.p.)            | Thụy Điển | 0      | 1 |           |           |
|  | Thụy Điển (s.h.p.)            |           |        | 1 |           |           |
|  | Cộng hòa Séc                  | 0         |        |   |           |           |
|  | Cộng hòa Séc                  | 0         |        |   |           |           |

|  | Bán kết                       | Bán kết       |                             |   | Chung kết | Chung kết |
|  |                               |               |                             |   |           |           |
|  | 24 tháng 3 năm 2022 – Porto   |               |                             |   |           |           |
|  |                               |               |                             |   |           |           |
|  | Bồ Đào Nha                    | 3             |                             |   |           |           |
|  | Bồ Đào Nha                    | 3             | 29 tháng 3 năm 2022 – Porto |   |           |           |
|  | Thổ Nhĩ Kỳ                    | 1             |                             |   |           |           |
|  | Thổ Nhĩ Kỳ                    | 1             | Bồ Đào Nha                  | 2 |           |           |
|  | 24 tháng 3 năm 2022 – Palermo |               | Bồ Đào Nha                  | 2 |           |           |
|  |                               | Bắc Macedonia | 0                           |   |           |           |
|  | Ý                             | Bắc Macedonia | 0                           | 0 |           |           |
|  | Ý                             |               |                             | 0 |           |           |
|  | Bắc Macedonia                 | 1             |                             |   |           |           |
|  | Bắc Macedonia                 | 1             |                             |   |           |           |

## Vòng play-off liên lục địa
Hai trận play-off liên lục địa giữa 4 đội tuyển thuộc 4 liên đoàn châu lục (AFC, CONCACAF, CONMEBOL, OFC) sẽ được tổ chức để xác định hai suất cuối cùng tham dự vòng chung kết. Các trận đấu diễn ra vào tháng 6 năm 2022. Vì ảnh hưởng của đại dịch COVID-19, các trận đấu play-off liên lục địa chỉ được diễn ra một lượt duy nhất và đều thi đấu tại một địa điểm trung lập ở Qatar.

### AFC v CONMEBOL
| Đội 1 | Tỉ số                | Đội 2 |
| ----- | -------------------- | ----- |
| Úc    | 0–0 (s.h.p.) (5–4 p) | Perú  |

### CONCACAF v OFC
| Đội 1      | Tỉ số | Đội 2       |
| ---------- | ----- | ----------- |
| Costa Rica | 1–0   | New Zealand |

## Cầu thủ ghi nhiều bàn nhất
Đã có 2424 bàn thắng ghi được trong 865 trận đấu, trung bình 2.8 bàn thắng mỗi trận đấu.
14 bàn thắng
- Ali Mabkhout

13 bàn thắng
- Cyle Larin

12 bàn thắng
- Vũ Lỗi
- Harry Kane
- Memphis Depay

10 bàn thắng
- Marcelo Moreno
- Sardar Azmoun
- Minamino Takumi
- Osako Yuya

9 bàn thắng
- Jonathan David
- Robert Lewandowski
- Omar Al Somah

8 bàn thắng
- Islam Slimani
- Neymar
- David Rugamas
- Eran Zahavi
- Aleksandar Mitrović
- Luis Suárez
- Nguyễn Tiến Linh

Về những cầu thủ ghi nhiều bàn nhất mỗi liên đoàn, xem mục tương ứng trong mỗi bài viết:
- AFC
- CAF
- CONCACAF
- CONMEBOL
- OFC
- UEFA
- Play-off liên lục địa